# Patrick Suffo
Patrick Suffo est un footballeur international camerounais né le 17 janvier 1978 à Ebolowa. Il évolue au poste d'attaquant.

## Biographie
En 1993, il remporte le Tournoi de Montaigu avec la sélection du Cameroun, aux côtés de Geremi Njitap et Pierre Womé. Formé à Nantes, il est prêté pendant une saison à l'équipe B du FC Barcelone. Après ce passage en Espagne il retourne à Nantes. Il fait ses débuts en Ligue 1 en janvier 1998 et remporte la Coupe de France en 1999. 
Malgré ça, il quitte le FC Nantes et rejoint le club anglais de Sheffield United. Ayant peu de temps de jeu et en désaccord avec son entraîneur, qui lui reproche de préférer les Lions Indomptables, il est prêté en avril 2002 à Numancia en seconde division espagnole. Malgré son apport, le club est relégué. 
Il rejoint par la suite le club saoudien d'Al Hilal Riyad. En mai 2003 il est licencié (en compagnie d'Andreï Kantchelskis). Il retente alors sa chance en Angleterre, qu'il quitte à nouveau, un an et demi plus tard, pour répondre à un contrat mirobolant à Dubaï. 
Après ce court passage dans le Golfe, il rejoint le championnat de Norvège et le club d'ODD Grenland qu'il aide à se maintenir en D1. Après un transfert raté à Vålerenga IF, il fait un essai non concluant en janvier 2006 au Walsall Football Club qui évoluait alors en D3. 
Il rejoint finalement le championnat israélien et le club de Petah-Tikvah. Il termine 5e du championnat (saison 2005-2006) et se qualifie pour la Coupe Intertoto 2006. 

## Carrière
- 1995 :  Tonnerre Yaoundé
- 1995-2000 :  FC Nantes
  - 1996-1997 :  FC Barcelone B (prêt)
- 2000-mars 2002 :  Sheffield United
- avr. 2002-2003 :  CD Numancia
- 2003-2005 :  Coventry City
- 2005-déc. 2005 :  ODD Grenland
- jan. 2006-oct. 2007 :  Maccabi Petah-Tikvah
- oct. 2007-jan. 2008 :  MS Ashdod
- jan. 2008-2008 :  UD Puertollano
- nov. 2008-2009 :  Wrexham AFC[2]

## Palmarès
- International camerounais (29 sélections et 4 buts) entre 1997 et 2003
- Vainqueur de la Coupe d'Afrique des nations en 2002 avec le Cameroun
- Vainqueur des Jeux Olympiques de 2000 avec le Cameroun
- Vainqueur de la Coupe de France en 1999 avec le FC Nantes